# Client
Client (Клайент) — британская группа из Лондона, играющая электроклэш — стиль, использующий наработки постпанка, синтипопа и электро. Частью имиджа группы являются униформы скандинавских стюардесс.

## История
Группу основали в 2001 году Кейт Холмс (Kate Holmes) (экс-Frazier Chorus и Technique) и Сара Блэквуд (Sarah Blackwood) (экс-Dubstar). Несколько лет в группе играла Эмили Манн (Emily Mann).
Первое время личность участниц коллектива не раскрывалась (их называли просто Клиент А и Клиент Б) никаких фотографий с лицами участниц также не было. Кейт Холмс замужем за Аланом МакГи (основателем лейбла Creation Records, открывателем группы Oasis). В 2005 году появляется новый член команды Клиент E, это Эмили Манн. Она была участницей шоу Five TV «Make Me A Supermodel», также выступала в качестве DJ, обычно под псевдонимом Emily Strange. Клиент E покинула группу в 2007 году.
Client стали первым исполнителем, подписавшим контракт с лейблом Эндрю Флетчера (Depeche Mode) Toast Hawaii. Client гастролировали в качестве разогревающей группы таких ансамблей, как Depeche Mode и Erasure. В 2003 году вышел дебютный альбом Client. Второй альбом, City, вышел осенью 2004. В начале 2007 года на лейбле Out Of Line Records в Германии вышел следующий долгожданный альбом Heartland.
Client сотрудничал с несколькими профессиональными музыкантами, например, их видео «Pornography» был постановлен французским режиссёром Jamie Deliessche из компании Schmooze, в песне «Down to the Underground» аккомпанирует Пит Доэрти из The Libertines и Babyshambles, в песне «Overdrive» поёт Мартин Ли Гор из Depeche Mode, в песне «Where’s the Rock and Roll Gone» участвует Тим Бёрджесс из The Charlatans. Client работала вместе с Moonbotica, Replica и Nitzer Ebb. Также на звучание Client повлияли такие группы, как: Kraftwerk, Joy Division, DAF, Throbbing Gristle, Die Krupps, New Order, The Smiths.
Журнал Side-Line в октябре 2006 года объявил, что Client покинула лейбл Toast Hawaii. В ноябре 2006 года Client подписали контракты с Metropolis Records в Северной Америке, Noiselab в Южной Америке, Out of Line в Европе, Subspace Communications в Скандинавии и с собственным лейблом Loser Friendly в Великобритании.
25 октября 2008 года был концерт в Краснодаре, а 21 ноября 2008 года — в Санкт-Петербурге.

## Состав
- Client A
- Client B
- Client E
- Client C
- Client X
- Client R
- Client M[2]

## Дискография

### Альбомы
- Client (18 марта 2003)
- City (29 сентября 2004)
- Heartland (23 марта 2007)
- Command (6 марта 2009)
- Authority (2014)

### Сборники
- Going Down (7 марта 2004)
- Live Club Koko (16 февраля 2006)
- Live In Porto (11 ноября 2006)
- Metropolis (20 апреля 2006)
- Untitled Remix (11 апреля 2008)
- Rotherham Sessions (мини-демо-альбом) (1 февраля 2006)

### Синглы
- Price of Love (2003)
- Rock and Roll Machine (2003)
- Here and Now (2003)
- In It For The Money (2004)
- Radio (2004)
- Pornography (2005)
- Lights Go Out (2006)
- Zerox Machine (2007)
- Drive (2007)
- It’s Not Over (2007)
- Can You Feel (2009)

### Клипы
- Client
- Rock and Roll Machine
- Here and Now
- In It For The Money
- Radio
- Ponography (with Carl Barat)
- Lights Go Out
- Zerox Machine
- Drive
- It’s Not Over
- 6 In The Morning
- Can You Feel
- Make Me Believe In You
- You Can Dance
- Refuge